# Нечаев, Виктор Васильевич
Виктор Васильевич Нечаев (1 мая 1926; Баутино, Мангистауская область, Казахская ССР, СССР — 13 августа 2017; Актау) — советский и казахский нефтяник, геолог. Почётный Ветеран Великой Отечественной войны. Лауреат Государственной премии СССР (1982). Почётный гражданин Мангистауской области и Актау.

## Биография
Виктор Нечаев родился 1 мая 1926 года в поселке Баутино в Форт-Шевченко в семье рыбака. 
В 1941 году он закончил 7 класс и поступил на трехмесячные курсы мотористов, затем работал на теплоходе по перевозке рыбной продукции. 
В октябре 1943 года был призван в ряды Советской армии. 
В 1962 году Окончил Московский нефтяной институт имени И. М. Губкина
В 1941 по 1944 годы помощник моториста, моторист на теплоходе.
В 1950 по 1955 годы коллектор, страший коллектор, геолог, начальник геололгического отряда, партии, техник-геолг в нефтеразведочных партиях Горьковского геололгического управления Мингеологии СССР.
В 1955 по 1957 годы инженер-геолг, старший геолг в конторе бурения треста «Казнефтеразводка».
В 1962 по 1990 годы начальник геололгического отдела, главный геолг конторы опробования скважин, затем начальник геололгического отдела треста «Мангишлакнефтегазразведка».
С 1990 года персональный пенсионер Республики Казахстана.
Виктор Васильевич Нечаев скончался на 91 году жизни 13 августа 2017 года.

## Награды и звания
- Государственная премия СССР (1982)
- Награждён орденом Отечественной войны 1 степени и «Знак Почёта» и медалями.
- Награждён Почётной грамотой Верховного Совета Казахской ССР
- Орден Курмет (2015) вручил президент Республики Казахстан в резиденции Акорда.
- Заслуженный труженик Республики Казахстан
- Почётный гражданин Мангистауской области и Актау.